# Nijl (sculptuur)

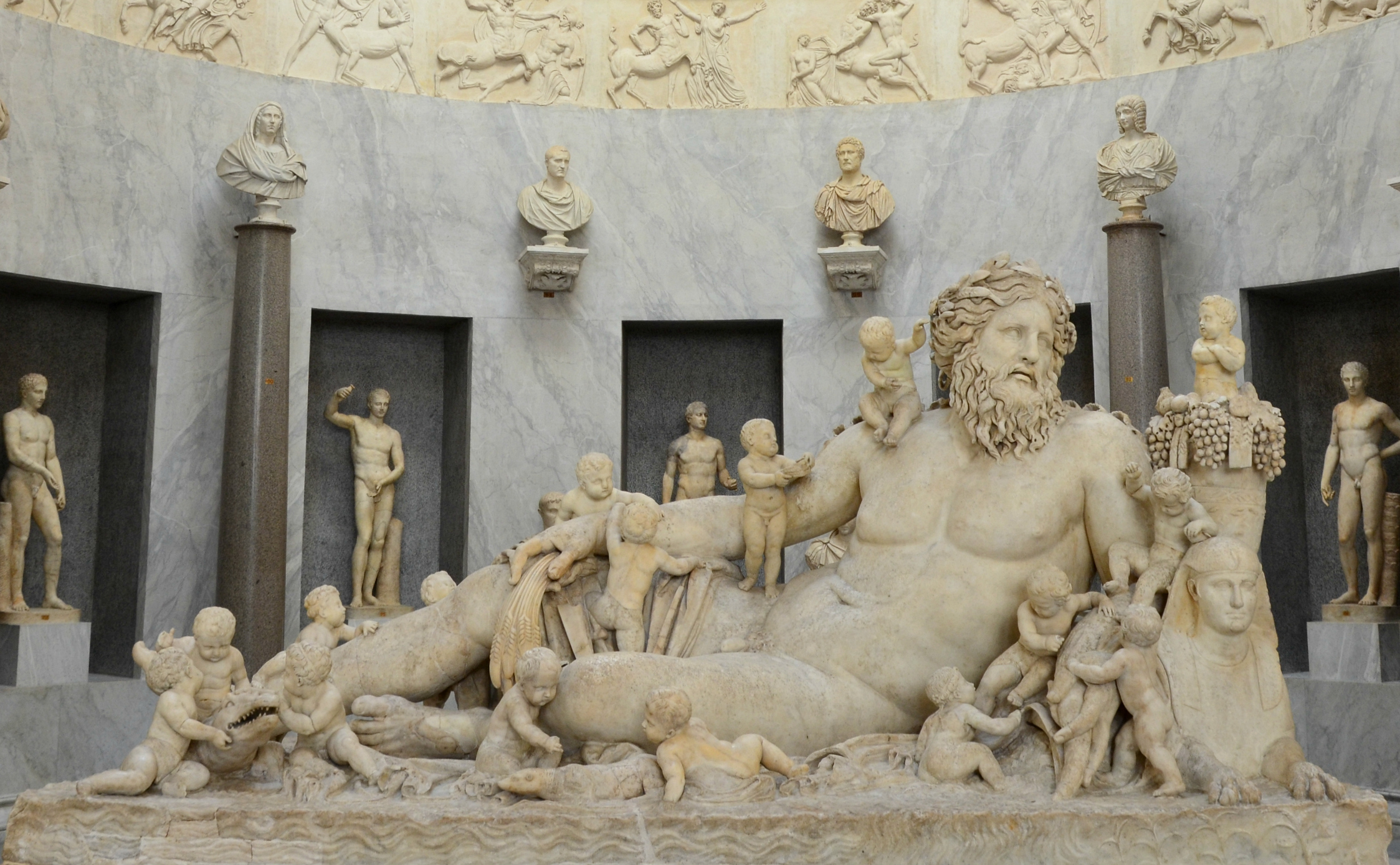
De Nijl

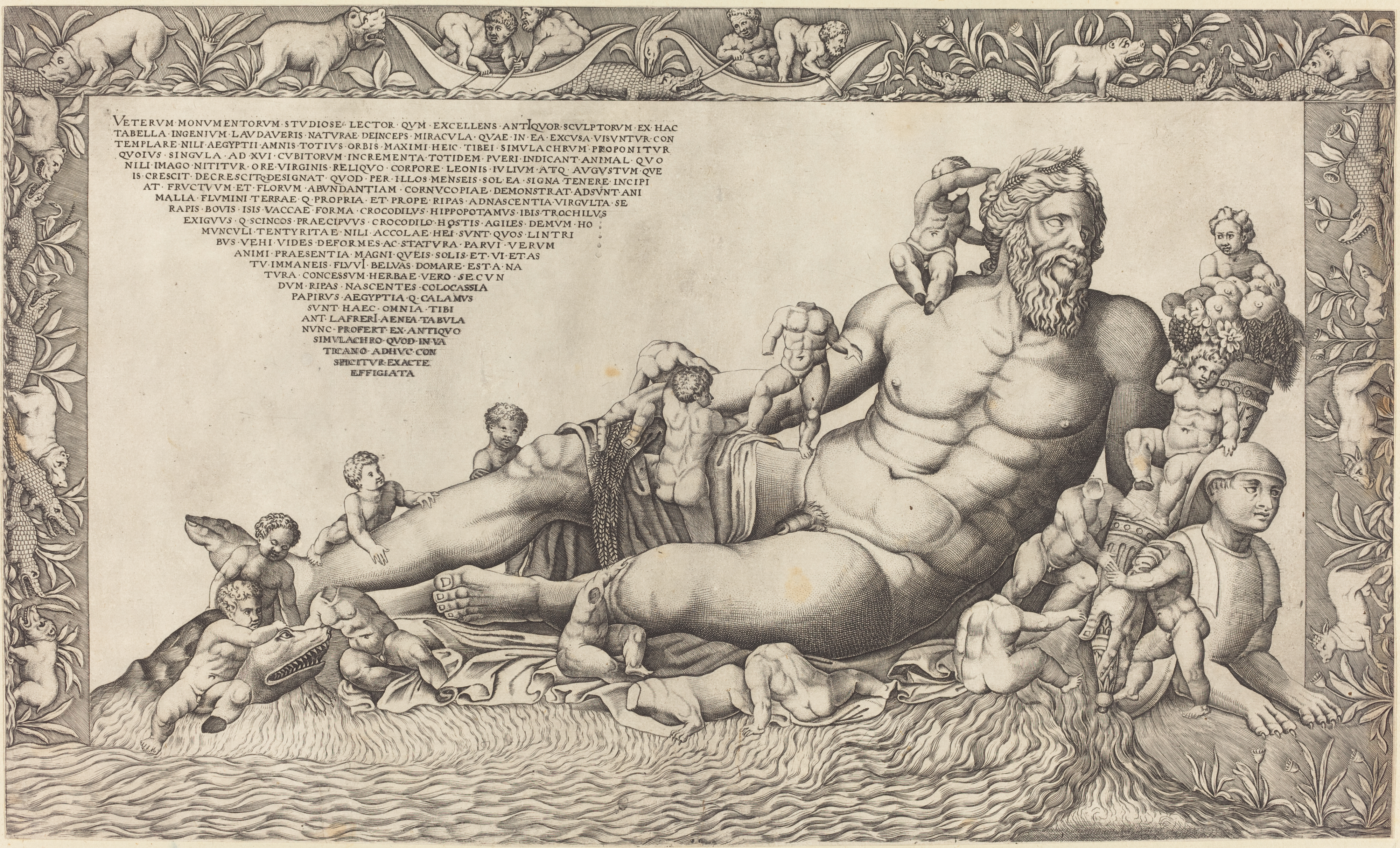
Nicolaus Beatrizet, Nilus

De Nijl (Latijn: Nilus) is een marmeren sculptuur, vervaardigd door een anonieme kunstenaar aan het einde van de 1e eeuw. Het beeld maakt deel uit van de collectie van het Chiaramontimuseum in de Vaticaanse Musea.

## Herkomst en Ontdekking
Dit Vaticaanse Nijlbeeld is een personificatie van de mytologische riviergod Nilus. Plinius de Oudere vermeldt in de 1e eeuw het bestaan van een monumentaal standbeeld van de Nijl, waarschijnlijk een Hellenistisch-Egyptisch beeldhouwwerk, dat op het Forum van Vespasianus in Rome stond. Het is niet zeker of de beschrijving over het beeld de Nijl in het Vaticaan gaat.
In 1513 werd dit Vaticaanse Nijlbeeld ontdekt in de buurt van het Marsveld, waar tot in de 5e eeuw een tempel gewijd aan de Egyptische godinnen Isis en Serapis (Tempel van Isis en Serapis) stond. Paus Leo X liet het beeld overbrengen naar de tuinen van het Palazzo del Belvedere in Vaticaanstad, waar het samen met standbeeld van de rivier de Tiber met Romulus en Remus (opgegraven in 1512) werd opgesteld. Gaspare Sibilla restaureerde het beeld tijdens het pontificaat van Paus Clemens XIV, waarbij met marmer ontbrekende delen zoals vingers, de handvatten van de hoorn des overvloeds, tenen en de lichamen van bijna alle jongetjes werden aangevuld.
Samen met het tweelingbeeld, dat de riviergod Tiber voorstelt, werd het in 1803 door de Eerste Franse Republiek geroofd en naar Parijs vervoerd. De Nijl keerde later terug naar het Vaticaan, de Tiber bevindt zich in het Louvre.

## Vermelding in de 19e Eeuw
In de 19e eeuw werd de "kolossale Nijl" genoemd door Bartłomiej Ignacy Ludwik Orański in zijn postuum uitgegeven boek Herinneringen aan Italië en Zwitserland van gemaakte reizen (1845). Het beeld wordt beschouwd als een van de belangrijkste stukken in de collectie van het Chiaramontimuseum.

## Beschrijving van de Sculptuur
Het standbeeld toont de riviergod Nijl als een oudere man die op zijn linkerzij ligt. In zijn linkerhand houdt hij een hoorn des overvloeds vast, en in zijn rechterhand een bos graan. De god heeft lang, golvend haar en een weemoedige gezichtsuitdrukking, zoals Griekse beeldhouwers vaak deden bij riviergoden.
Zijn linkerelleboog rust op een sfinx, een symbool voor Egypte, terwijl uit de hoorn des overvloeds een piramidevormig object steekt, dat vaak geassocieerd wordt met offers zoals kaas of brood. De zestien jongetjes rond de god verwijzen naar de zestien ellen waterhoogte tijdens de jaarlijkse overstromingen van de Nijl, wat een teken was van vruchtbaarheid en een rijke oogst. De kunstenaar beeldde ook exotische dieren af, zoals een krokodil, een mangoest en nijlpaarden, evenals flora zoals riet en lotusbloemen. Op de basis van het beeld staan figuren in boten en heilige ibissen afgebeeld.

## Vergelijking met de Tiber
Het Nijlbeeld is een kopie van een Alexandrijns origineel en is verfijnder dan het beeld van Tiberinus. De Belvedere Tiber werd vervaardigd door een Grieks-Romeinse kunstenaar.

## Galerij

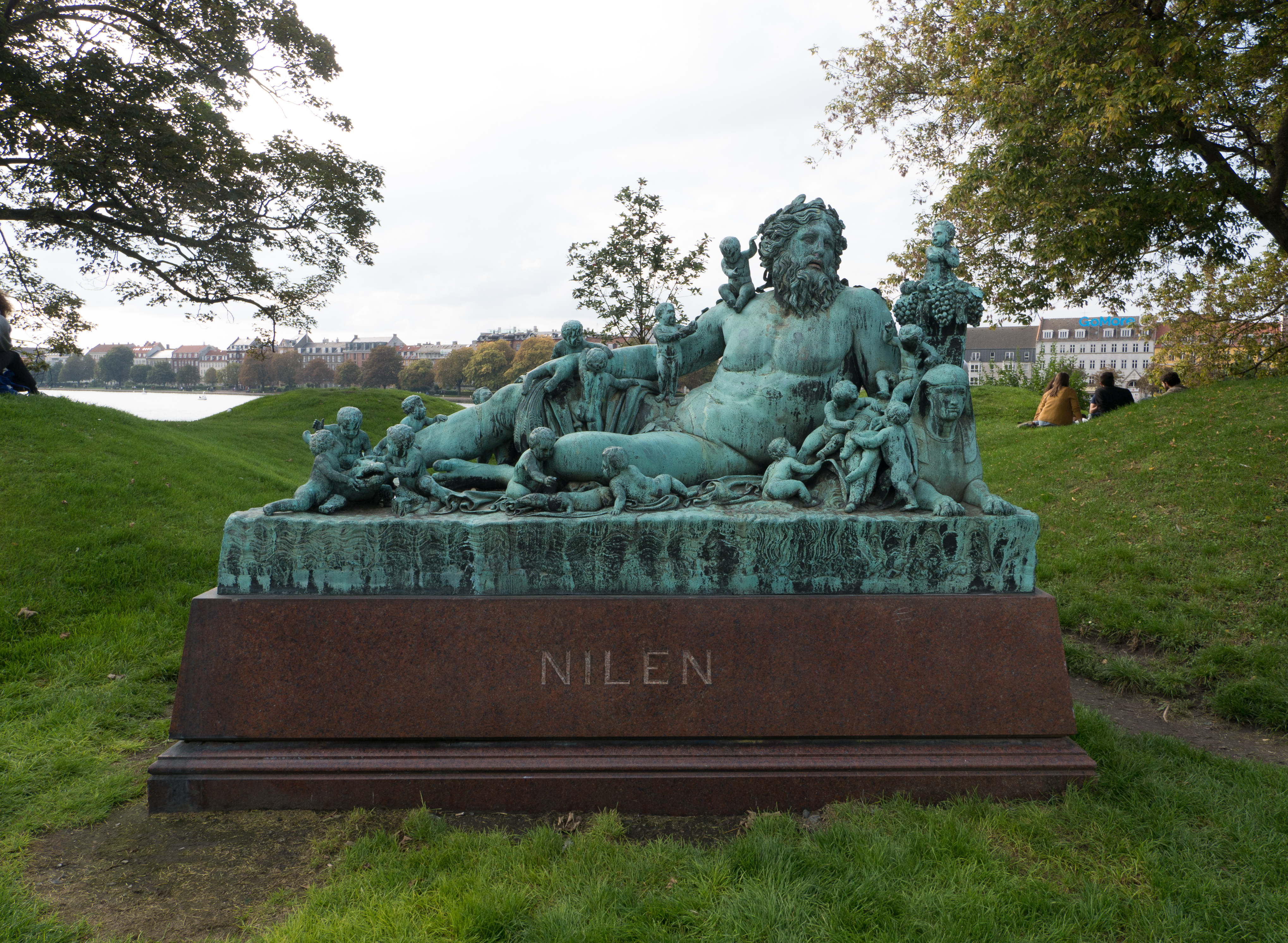
Søtorvet, Kopenhagen
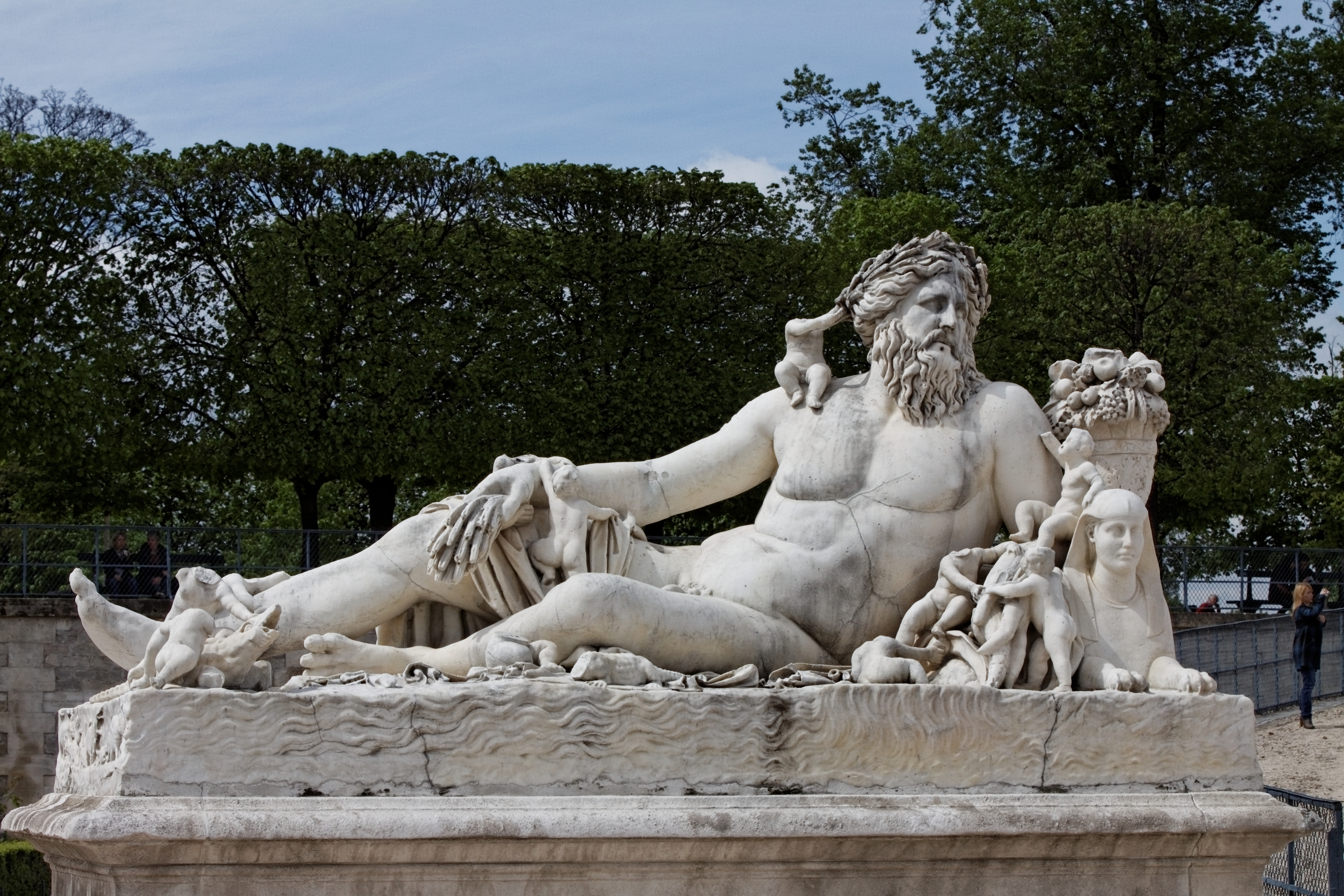
Jardin des Tuileries, Parijs
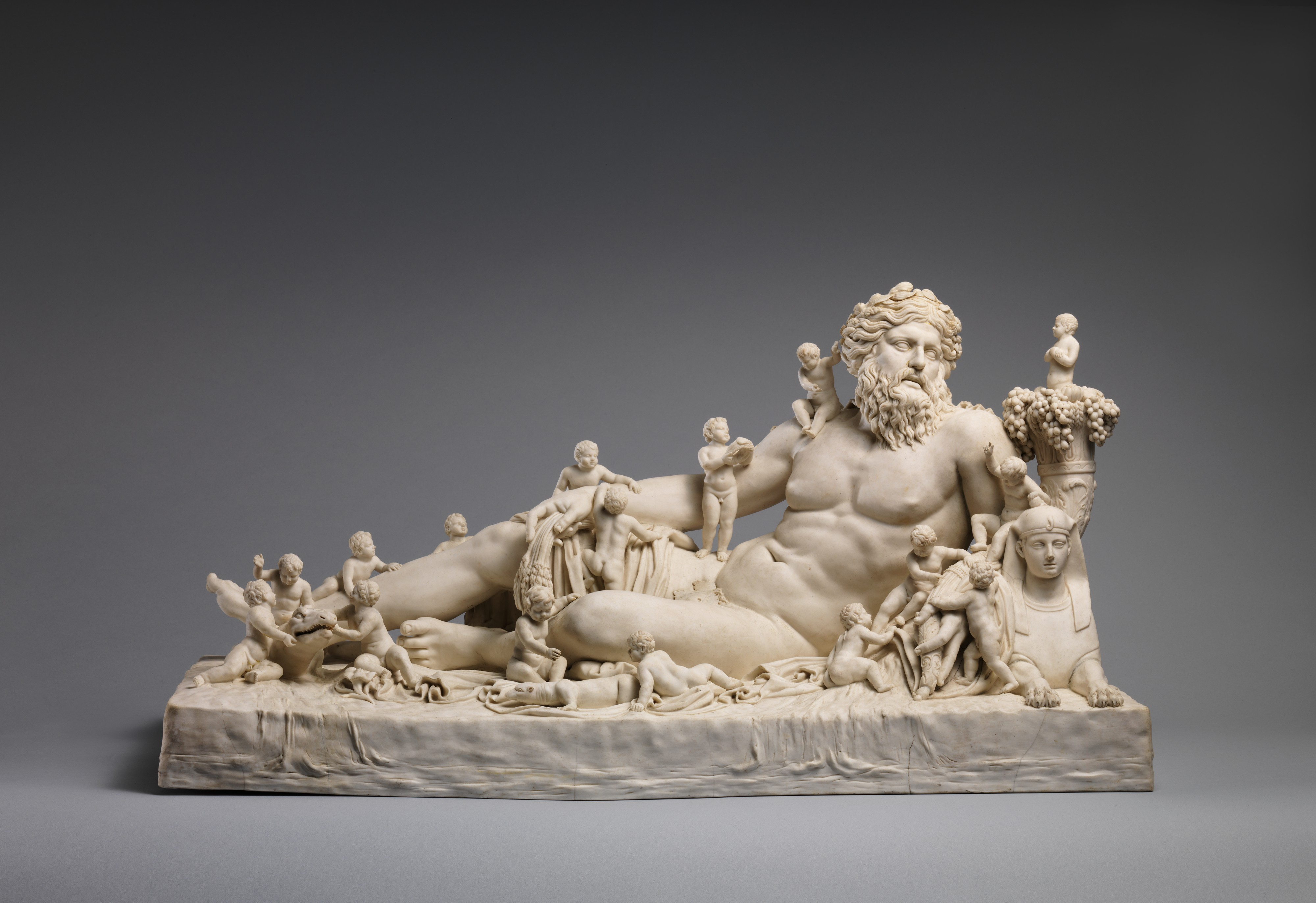
Metropolitan Museum, New York

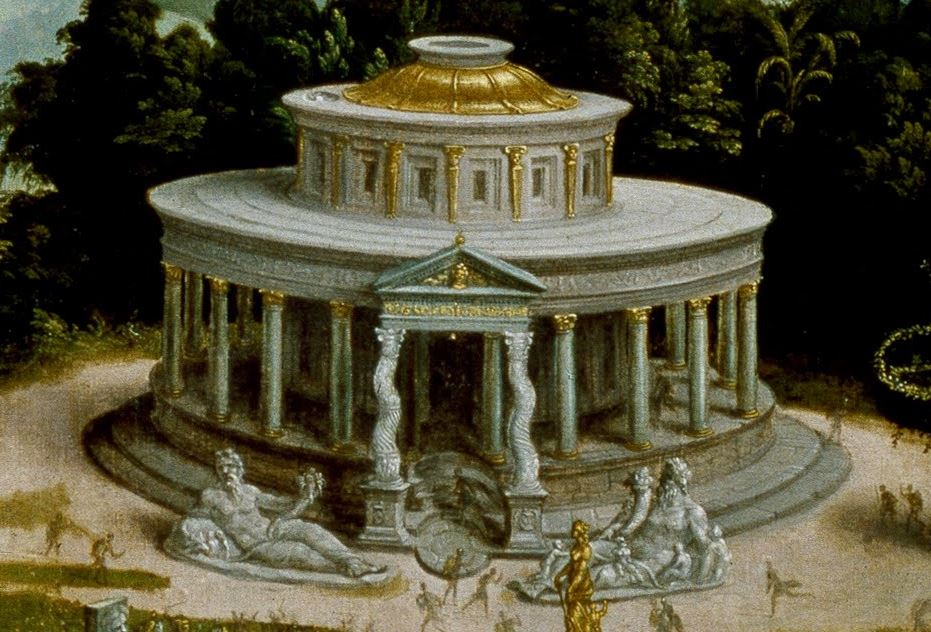
detail uit een schilderij van Maarten van Heemskerck met de Nijl en de Tiber
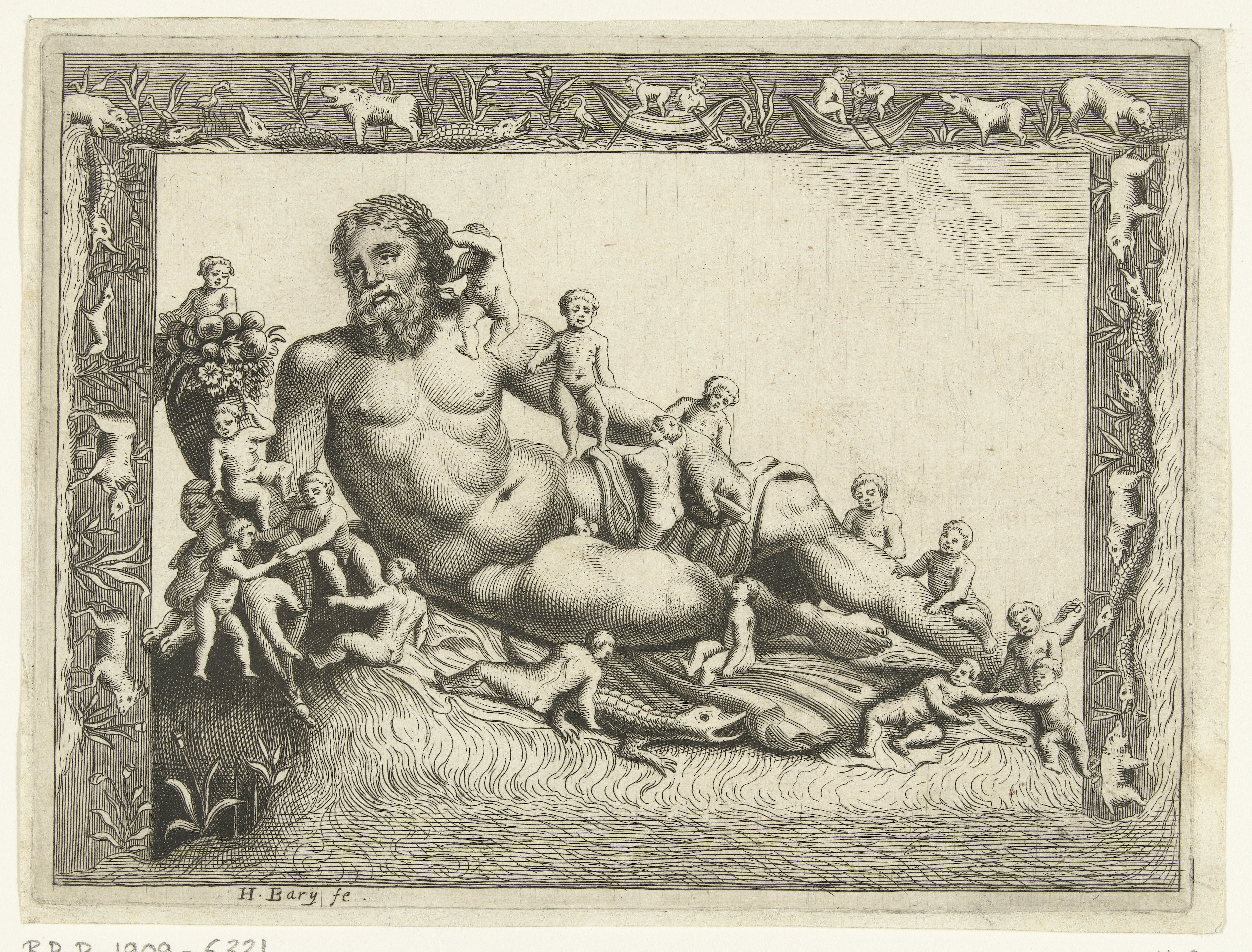
gravure Hendrik Bary
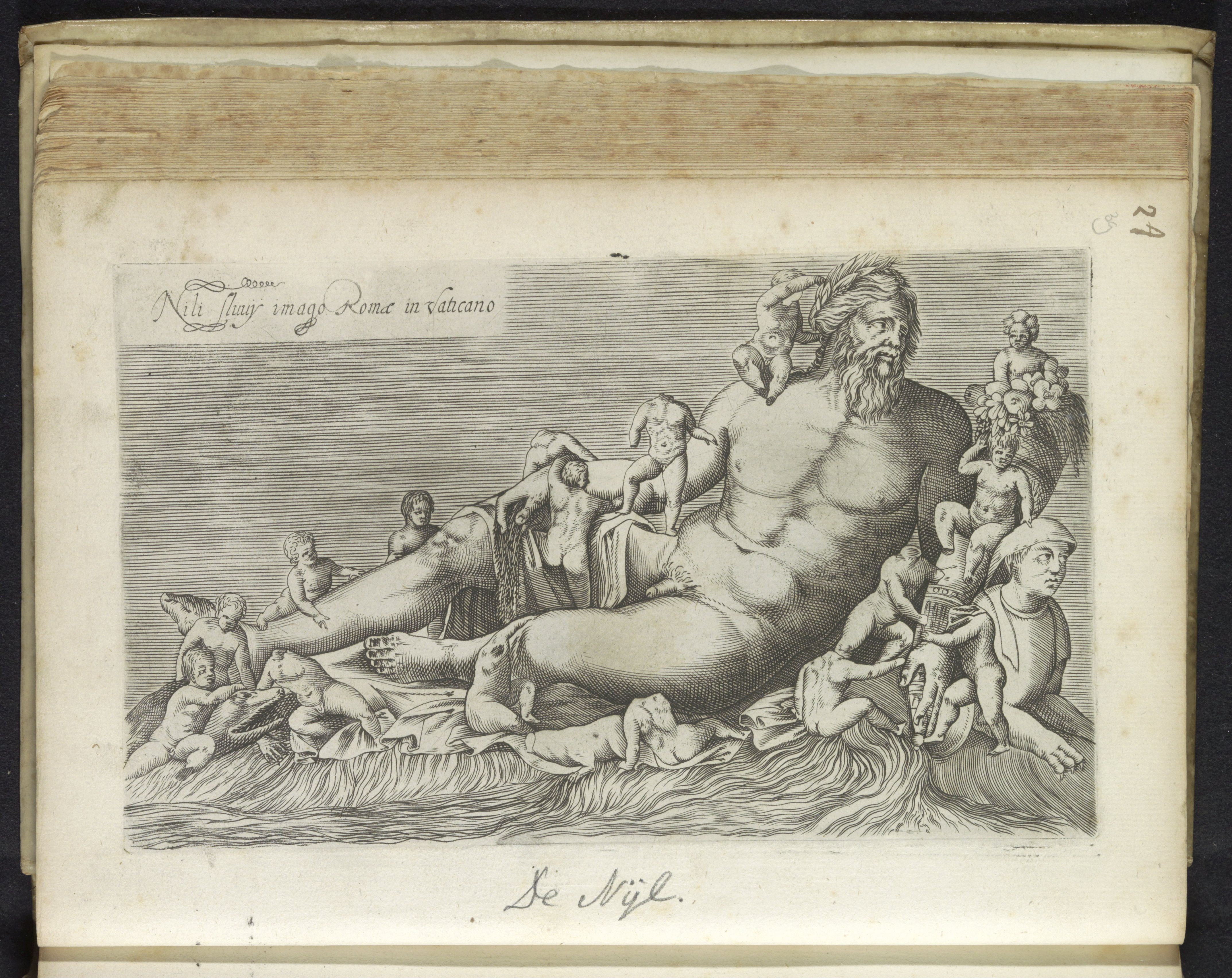
gravure 1584